# Coleophora pterosparti
Coleophora pterosparti is een vlinder uit de familie kokermotten (Coleophoridae). De wetenschappelijke naam is voor het eerst geldig gepubliceerd in 1910 door Mendes.
De soort komt voor in Europa.